# ولکان (کمیک)
وُلکان (به انگلیسی: Vulcan) با نام اصلی گابریل سامرز، یک شخصیت خیالی شرور بزرگ در کتاب‌های کامیک منتشر شده توسط مارول کامیکس است، که اغلب با مجموعه مردان ایکس در ارتباط است. شخصیت وُلکان توسط نویسنده اد بروبیکر و هنرمند ترور هرسین خلق شده است که برای اولین بار در شمارهٔ ۱ مجموعه مردان ایکس: ددلی جنسیس، در ژانویه ۲۰۰۶ معرفی شد. او سومین برادر در خانوادهٔ سامرزها، و برادر کوچکتر شخصیت‌هایی شامل سایکلاپس و هاوک است.
بر طبق اطلاعات خالق این شخصیت اد بروبیکر، وُلکان دارای پتانسیل پنهانی است که به او اجازه کامل تولید و کنترل بر هفت عنصر (آتش، آب، زمین، باد، روشنایی، تاریکی و الکتریسیته) را می‌دهد. او را جهش‌یافته‌ای در سطح امگا در نظر می‌گیرند که توانایی‌هایش با دیگر قهرمانان یا شروران ایزدگونه از جمله موج‌سوار نقره‌ای، جین گری یا یورش برابری می‌کند.